# Albertson Van Zo Post
Albertson Van Zo Post (ur. 28 lipca 1866 w Cincinnati, zm. 23 stycznia 1938 w Nowym Jorku) – amerykański inżynier, szermierz i pisarz, wielokrotny medalista olimpijski. 

## Życiorys
Został zgłoszony do startu w szabli indywidualnej na igrzyskach olimpijskich w Atenach w 1896 roku, jednak ostatecznie nie wystąpił. Wystartował na rozgrywanych osiem lat później igrzyskach olimpijskich w St. Louis, zdobywając medale we wszystkich pięciu startach. W walce na kije zwyciężył, wyprzedzając rodaków: Williama O’Connora i Williama Grebe (w zawodach wystąpiło tylko trzech zawodników). We florecie drużynowym wystąpiły dwie drużyny: reprezentacja USA oraz drużyna mieszana w składzie: Ramón Fonst, Albertson Van Zo Post i Manuel Díaz. Drużyna mieszana zwyciężyła 7:2. We florecie indywidualnym zdobył srebrny medal, plasując się za Ramónem Fonstem, a przed Charlesem Tathamem z USA. Zdobył również brązowe medale w szpadzie indywidualnej oraz szabli indywidualnej. Brał też udział w igrzyskach olimpijskich w Sztokholmie w 1912 roku, zajmując dziewiąte miejsce w szpadzie drużynowej. W szpadzie indywidualnej i florecie indywidualnym dotarł do ćwierćfinałów, a w szabli indywidualnej odpadł w pierwszej rundzie.
W szeregach United States Army brał udział w wojnie amerykańsko-hiszpańskiej, dosłużył się stopnia kapitana.
Z zawodu był inżynierem, później został pisarzem.